# Palpares papilionoides
Palpares papilionoides is een insect uit de familie van de mierenleeuwen (Myrmeleontidae), die tot de orde netvleugeligen (Neuroptera) behoort. 
Palpares papilionoides is voor het eerst wetenschappelijk beschreven door Klug in Ehrenberg in 1834.